# November 1998
Portal Geschichte | Portal Biografien | Aktuelle Ereignisse | Jahreskalender | Tagesartikel

◄ |
19. Jahrhundert |
20. Jahrhundert
| 21. Jahrhundert

◄ |
1960er |
1970er |
1980er |
1990er
| 2000er | 2010er | 2020er | ►

◄ |
1994 |
1995 |
1996 |
1997 |
1998
| 1999 | 2000 | 2001 | 2002 | ►

◄ |
August 1998 |
September 1998 |
Oktober 1998 |
November 1998 |
Dezember 1998 |
Januar 1999 |
Februar 1999 |
►
Dieser Artikel behandelt tagesbezogene Nachrichten und Ereignisse im November 1998.

## Tagesgeschehen

### Sonntag, 1. November 1998

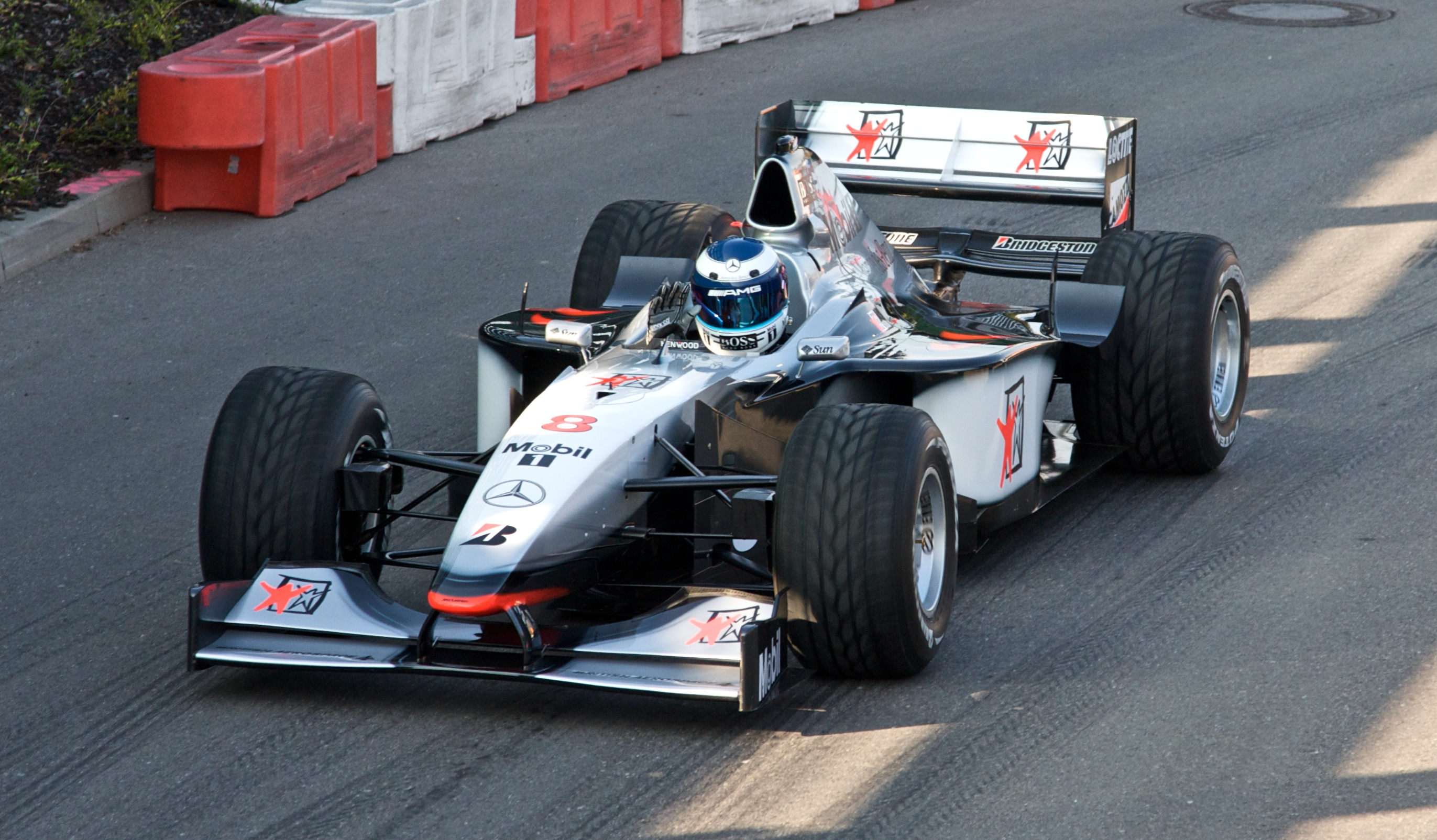
McLaren MP4-13 von Mika Häkkinen

- Bonn/Deutschland: Der Ministerpräsident von Hessen Hans Eichel (SPD) tritt sein Amt als Präsident des Bundesrates an.[1]
- München/Deutschland: Das Deutsche Patentamt mit Standorten in München, Berlin und Jena wird in „Deutsches Patent- und Markenamt“ umbenannt, um die Schutzwürdigkeit von Markenzeichen zur Geltung zu bringen.[2]
- Skopje/Mazedonien: Die zweite Runde der Wahlen zum Parlament bestätigt das nach der ersten Runde in Führung liegende Wahlbündnis „Innere Mazedonische Revolutionäre Organisation – Demokratische Partei für Mazedonische Nationale Einheit/Demokratische Alternative“ als stärkste Kraft und Ljubčo Georgievski ist designierter neuer Regierungschef.[3]
- Suzuka/Japan: Der Finne Mika Häkkinen aus dem Formel-1-Rennstall McLaren Racing geht mit leichtem Punktvorsprung vor dem Deutschen Michael Schumacher ins letzte Rennen der Weltmeisterschaft 1998. Ferrari-Pilot Schumacher scheidet mit Reifenschaden aus, Häkkinen wird mit einem Sieg im Mercedes-Benz 3.0 V10 zum ersten Mal Fahrer-Weltmeister.[4]

### Montag, 2. November 1998
- Buenos Aires/Argentinien: In der argentinischen Hauptstadt beginnt die 4. Weltklimakonferenz der Vereinten Nationen. Hauptanliegen ist die Umsetzung des Kyoto-Protokolls vom Dezember 1997.[5]

### Dienstag, 3. November 1998
- Schwerin/Deutschland: Der Landtag Mecklenburg-Vorpommern wählt Harald Ringstorff (SPD) zum neuen Ministerpräsidenten des Landes.[6]
- Washington, D.C./Vereinigte Staaten: Bei der Wahl zum Repräsentantenhaus, auch bekannt als midterm elections (deutsch Halbzeitwahlen), verwehren die Wähler den Republikanern die erhofften Gewinne. Trotz drohenden Amtsenthebungsverfahrens gegen den demokratischen US-Präsidenten Bill Clinton gewinnen die Demokraten fünf Sitze hinzu und die Republikaner verlieren fünf, letztere behalten die Mehrheit. Bei den Wahlen zum Senat ergibt sich keine Veränderung der Sitzverteilung, die Republikaner haben auch hier die Mehrheit.[7]

### Samstag, 7. November 1998
- Bonn/Deutschland: Die CDU wählt den Vorsitzenden der CDU/CSU-Fraktion im Bundestag Wolfgang Schäuble zu ihrem neuen Parteivorsitzenden. Er löst Helmut Kohl ab, der seit 1973 an der Spitze der CDU stand und auf eine neuerliche Kandidatur verzichtete.[8]
- Cape Canaveral/Vereinigte Staaten: Die Mission STS-95 bringt mit Pedro Francisco Duque den ersten Spanier ins Weltall.[9]

### Sonntag, 8. November 1998
- Dhaka/Bangladesch: Die Union Oil Company of California schließt ein Abkommen mit dem Ölunternehmen Petrobangla zur Erschließung des kürzlich entdeckten, „Bibiyana“ genannten größten Erdgasfelds des asiatischen Landes.[10]
- Gbendembu, Saiama/Sierra Leone: Im Bürgerkrieg ereignen sich die schwersten Massaker an Zivilisten seit Gründung des Staats Sierra Leone. Im gesamten Norden und Osten führen entweder Fußtruppen des in Eigenregie handelnden Revolutionsrats der bewaffneten Streitkräfte oder Freischärler der Revolutionären Vereinigten Front (RUF) Terroranschläge auf Dorfgemeinschaften aus. Vermutlich die RUF tötet u. a. 70 bis 100 Personen in Gbendembu im Distrikt Bombali. Ein Massaker mit 96 Personen in Saiama in der Ostprovinz kann vorläufig nicht zugeordnet werden.[11]
- Mittelamerika: Hurrikan Mitch, der schwerste Hurrikan seit dem Großen Hurrikan von 1780, löst sich nach 18 Tagen auf. Er forderte 19.000 Todesopfer und verursachte Schäden in Höhe von 6,2 Milliarden US-Dollar. Am härtesten traf es Honduras und Nicaragua.[12]
- Nouméa/Neukaledonien: Eine Mehrheit von 72 % stimmt in einem Referendum für die Annahme des am 5. Mai unterzeichneten Abkommens von Nouméa, nach dem die Bereiche Verteidigung, Sicherheit, Justiz und Finanzpolitik bei Frankreich verbleiben und sonstige Bereiche in die hoheitliche Gewalt der ehemaligen französischen Kolonie Neukaledonien überführt werden.[13]

### Montag, 9. November 1998
- London/Vereinigtes Königreich: Queen Elizabeth II. gibt dem Human Rights Act (deutsch Menschenrechtsgesetz) für das Königreich ihre Zustimmung. Ab Inkrafttreten werden alle in der Europäischen Menschenrechtskonvention niedergeschriebenen Gesetze auch für britische Staatsbürger gelten, u. a. entfiele die Todesstrafe, welche allerdings seit 1964 nicht mehr vollstreckt wurde und die gegenwärtig nur im Militärrecht Bestand hat.[14]
- Saarbrücken/Deutschland: Der Landtag des Saarlandes erhält das Rücktrittsgesuch des saarländischen Ministerpräsidenten Oskar Lafontaine (SPD), der in der Bundesregierung künftig das Amt des Finanzministers wahrnehmen wird.[15]

### Dienstag, 10. November 1998
- Wien/Österreich: Auf Betreiben Österreichs nimmt die Europäische Union substantielle Beitrittsverhandlungen mit Estland, Polen, Slowenien, Tschechien und Ungarn auf. Begonnen wird mit Kapiteln, die wenig Reibungspunkte beinhalten, z. B. Industriepolitik.[16]

### Freitag, 13. November 1998
- Buenos Aires/Argentinien: Die erste  Weltklimakonferenz im Post-Kyoto-Prozess geht ohne wesentliche neue Vereinbarungen zu Ende. Lediglich ein Arbeitsplan für die folgenden Konferenzen wird beschlossen. Umweltschützer sind empört über die von manchen Teilnehmern demonstrierte Ignoranz beim Thema Klimawandel.[17]

### Sonntag, 15. November 1998
- Ouagadougou/Burkina Faso: Der seit 1987 amtierende „Präsident der Volksfront“ Blaise Compaoré wird in einer weitgehend boykottierten landesweiten Wahl als Staatsoberhaupt bestätigt.[18]

### Dienstag, 17. November 1998
- Kuala Lumpur/Malaysia: Der zehnte Gipfel der Asiatisch-Pazifischen Wirtschaftsgemeinschaft APEC beginnt. Das Fernziel der Mitglieder ist eine Freihandelszone.[19]

### Mittwoch, 18. November 1998
- Brüssel/Belgien: Die Kommission der Europäischen Union (EU) verhängt sechs Jahre nach der weitesten Verbreitung der Infektionskrankheit Schwammartige Veränderung von Gehirnsubstanz bei Rindern im Vereinigten Königreich ein Verbot des Imports von Rindern und Rindfleischprodukten aus dem EU-Mitgliedstaat Portugal.[20]

### Donnerstag, 19. November 1998
- London/Vereinigtes Königreich: Queen Elizabeth II. verleiht dem vom Parlament verabschiedeten Schottland-Gesetz die königliche Zustimmung und gewährt damit dem Landesteil Schottland ein beschränktes Selbstbestimmungsrecht. Das Gesetz garantiert Schottland ein eigenes Parlament und definiert die gesetzgeberischen Befugnisse desselben, z. B. in den Bereichen Bildung, Gesundheit, Landwirtschaft und Justiz.[21]

### Samstag, 21. November 1998
- Teheran/Iran: Dariush Forouhar, früherer Arbeitsminister des Iran und Vorsitzender der säkularen Volkspartei, sowie seine Frau Parvaneh Eskandari Foruhar werden erstochen in ihrem Haus aufgefunden.[22]

### Sonntag, 22. November 1998
- Tirana/Albanien: Die stimmberechtigte Bevölkerung nimmt in einem Referendum die erste demokratische Verfassung Albaniens seit 78 Jahren an. Mit diesem Votum kann die Verfassung am 28. November in Kraft treten.[23]
- Westbengalen/Indien: Ein Zyklon trifft die Sundarbans-Wälder im Bundesstaat Westbengalen. Über 5.000 Familien verlieren ihr Zuhause, die Ernte ist vernichtet. Die diesjährige Zyklonsaison hat im Laufe des Novembers in den Bundesstaaten Assam, Westbengalen und Bihar verheerende Folgen für mehr als vier Millionen Menschen.[24]

### Montag, 23. November 1998
- Deutschland, Ghana: Der Investitionsschutzvertrag zwischen beiden Staaten tritt in Kraft.[25]

### Dienstag, 24. November 1998
- Beirut/Libanon: Der General Émile Lahoud steigt nach Ablauf der Amtszeit von Élias Hrawi, auch auf Verlangen des Nachbarlands Syrien, zum Staatspräsidenten des Libanon auf.[26]

### Mittwoch, 25. November 1998
- Socorro/Vereinigte Staaten: Forscher des Instituts Lincoln Near Earth Asteroid Research entdecken den Asteroiden (33342) 1998 WT24. Er kreuzt die Bahnen der Planeten Erde, Merkur sowie Venus und gehört zu den Himmelskörpern mit der höchsten Einschlagwahrscheinlichkeit auf die Erde.[27]

### Donnerstag, 26. November 1998
- Riga/Lettland: Mit Unterstützung der Partei Für Vaterland und Freiheit sowie der Neuen Partei wird der Unternehmer Vilis Krištopans von der Partei Latvijas Ceļš zum Ministerpräsidenten von Lettland gewählt.[28]

### Sonntag, 29. November 1998
- Bern/Schweiz: In einer Volksabstimmung werden zwei Bundesbeschlüsse und ein Bundesgesetz angenommen und eine Volksinitiative wird verworfen. Damit genehmigen die Stimmberechtigten Investitionen in die öffentliche Infrastruktur im Umfang von 30 Milliarden Franken sowie eine Liberalisierung des Getreidemarkts und sie legitimieren das neue Arbeitsgesetz. Abgelehnt wird das Ansinnen der Initiative „für eine vernünftige Drogenpolitik“.[29][30]

### Montag, 30. November 1998
- Unterföhring/Deutschland: Der Rundfunkveranstalter ProSieben strahlt erstmals die TV-Sendung Galileo aus. Sie wird moderiert von Aiman Abdallah.[31]